# Ньюфаундленд (Новая Франция)

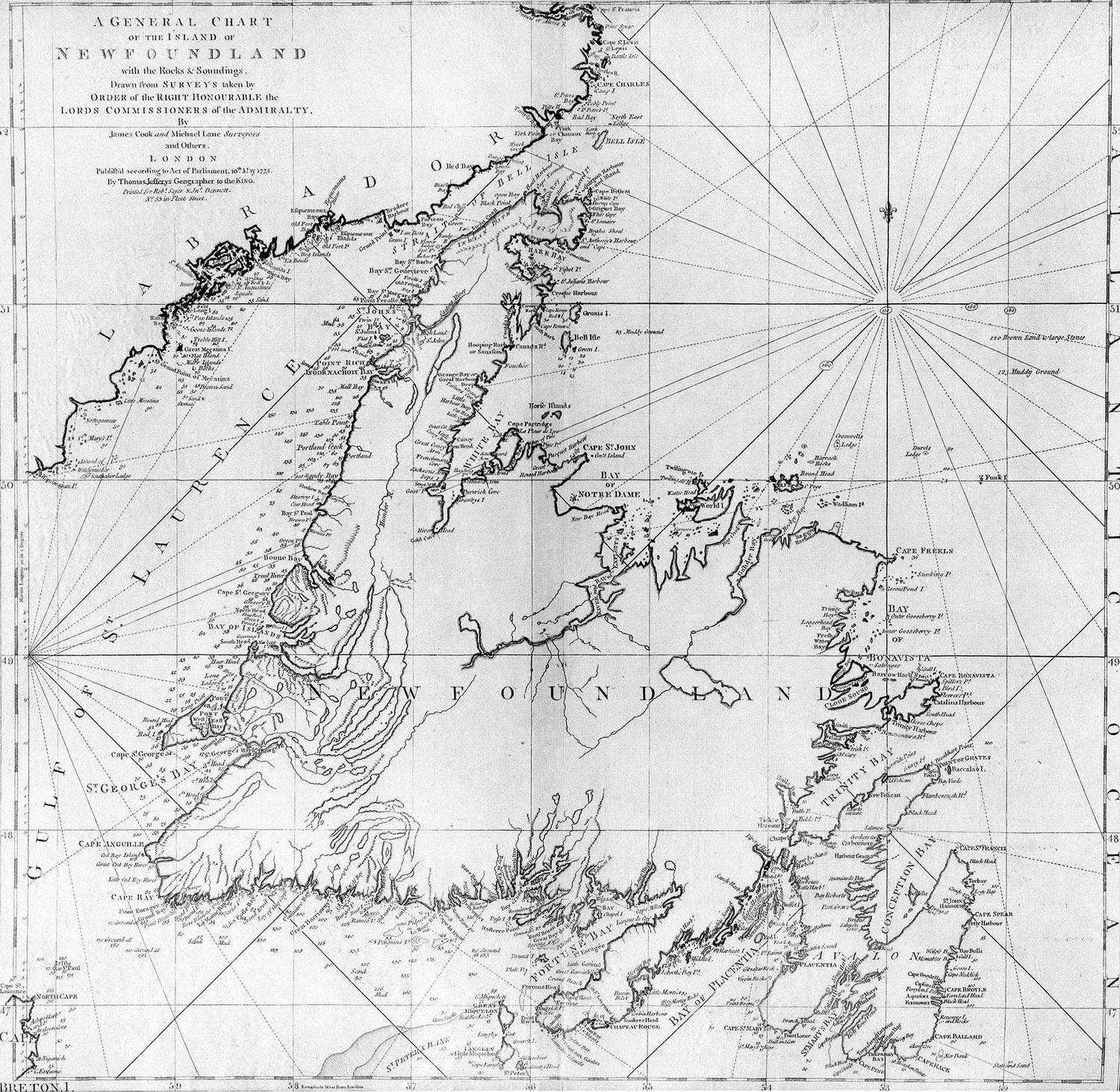
Карта Ньюфаундленда, составленная Джеймсом Куком

Ньюфаундленд (фр. Terre-Neuve) оспаривался в XVII веке друг у друга Англией и Францией.
Ещё в XV веке Большая Ньюфаундлендская банка с её рыбными ресурсами стала объектом внимание европейских рыбаков, в том числе бретонцев, нормандцев и басков. В XVI веке местная бухта стала использоваться в качестве порта для сезонных операций. Постепенно там выросло поселение Плезанс, вокруг которого сформировалась французская колония.
Во второй половине XVII века Людовик XIV решил укрепить оборону Плезанса, и было построено три форта:
- Форт Плезанс в 1662 году
- Форт Рояль в 1687 году
- Форт Сен-Луи в 1690

В мирное время гарнизон и пушки находились в городе. Губернатор Плезанса управлял всеми французскими владениями на Ньюфаундленде, которые в 1663 году простирались до мыса Кэйп-Рэйс на юго-востоке острова и мыса Кэйп-Рэй на юго-западе.
В 1663 году в Плезансе насчитывалось 200 солдат, поселенцев и рыбаков. В 1687 году во французском Ньюфаундленде проживало 36 семей, 488 человек, включая 256 в Плезансе.
В 1690 году во время войны короля Вильгельма Плезанс был разграблен английскими флибустьерами. 24 августа 1691 года произошла новая атака на Плезанс, но она была отбита, в ответ французский губернатор разграбил английские поселение Ньюфаундленда. В 1692 и 1693 годах последовали новые английские атаки, которые вновь были отбиты. В 1696 году французский губернатор атаковал английское поселение Сент-Джонс и 30 ноября взял город. Завершивший войну Рейсвейкский мирный договор 1697 года признал Ньюфаундленд совместным владением Англии и Франции.
Согласно Утрехтскому мирному договору 1713 года, завершившему Войну за испанское наследство, Ньюфаундленд стал владением Англии, а французские поселенцы должны были его оставить. Французы покинули Плезанс и перебрались в Луисбург в колонии Иль-Руаяль.